# Los ricos están con nosotros
Los ricos están con nosotros (título original en inglés, The Rich Are Always with Us) es una película de comedia dramática estadounidense de 1932, la época pre-code, dirigida por Alfred E. Green y protagonizada por Ruth Chatterton, George Brent y Bette Davis. El guion de Austin Parker está basado en la novela del mismo nombre de Ethel Pettit.

## Sinopsis
Una adinerada neoyorquina, Caroline Grannard (Ruth Chatterton) y su esposo Greg (John Miljan) parecen la pareja perfecta, hasta que Caroline se entera de que Greg mantiene una aventura con Allison Adair (Adrienne Dore). Cuando se lo echa en cara, él le pide el divorcio.
Durante su viaje por trabajo a Rumanía, el novelista y corresponsal de guerra Julian Tierney (George Brent), enamorado de Caroline, se la encuentra en París, después del divorcio, y le pide que se case con él. Aunque Caroline insiste en que ya no siente nada por su ex-marido, pide a Julian un tiempo para pensarlo y lo deja marchar solo.
Caroline vuelve a los Estados Unidos y descubre que Greg y Allison están esperando un bebé. Malbro (Bette Davis), que ha estado intentando establecer una relación romántica con Julian, sin ningún éxito, advierte a Carolina que el periodista está a punto de viajar a China y la India, para olvidarla. Caroline confiesa a Julian que también le ama y pasan juntos la noche. Cuando Allison se entera, quiere montar un escándalo, haciendo público que Caroline no es lo que parece. Las maquinaciones de Allison son detenidas por Malbro y Greg. De camino a casa, dentro del auto la pareja se enzarza en una acalorada discusión que termina con un accidente en el que Allison muere y Greg resulta gravemente herido.
Cuando Caroline visita a Greg en el hospital, este le ruega que no le deje. El médico presume que la esperanza de una reconciliación ayudará a Greg a recuperarse más rápido. Caroline se reúne con Julian y le dice que no puede irse con él porque debe cuidar de Greg. Sin embargo, consigue que un juez, hospitalizado en una habitación cercana, la case con Julian antes de que parta hacia el Lejano Oriente, y promete reunirse con él allí una vez que Greg se haya recuperado por completo.

## Reparto
- Ruth Chatterton como Caroline Grannard
- George Brent como Julian Tierney
- Bette Davis como Malbro
- John Miljan como Greg Grannard
- Adrienne Dore como Allison Adair
- John Wray como Clark Davis
- Robert Warwick como el doctor
- Walter Walker como Dante
- Berton Churchill como el juez Bradshaw
- Sam McDaniel como Max, el mayordomo

## Producción
Bette Davis, como actriz de reparto en el papel de Malbro, rodó Los ricos están con nosotros al mismo tiempo que So Big!, que se estrenó primero. En Los ricos... Ernest Haller le hizo, por primera vez, las tomas de fotografía. Se convirtió en su director de fotografía favorito —le llamaba «el genio» y «mi hombre milagroso»— y coincidieron en otros trece proyectos.
Davis admiraba a la dama Ruth Chatterton y deseaba rodar con ella. El primer día de rodaje, Chatterton «apareció [en el set] como Juno», dijo Davis. «Yo estaba totalmente deslumbrada. Su entrada podía haber ganado la nominación a un Óscar». Davis estaba tan nerviosa que no podía hablar; finalmente le dijo: «¡Estoy tan asustada que me he quedado sin palabras!» Esta espontaneidad ayudó a que ambas se relajaran. «Siempre fue de gran ayuda en las escenas que compartíamos. No he olvidado esta experiencia y, años después, cuando actores jóvenes estaban aterrorizados de mí, siempre he tratado de ayudar a superarlo»."